# Dívka s perlou
Dívka s perlou (nizozemsky Het Meisje met de Parel, česky také Dívka s perlovou náušnicí nebo Dívka v turbanu) je obraz od nizozemského barokního malíře Jana Vermeera, považovaný za jedno z hlavních děl nizozemského umění. Olejomalba v žánru tronie vznikla kolem roku 1665. Vyobrazuje hlavu dívky s perlovou náušnicí, která v ohnisku vizuální pozornosti kontrastně vystupuje z podkladu.
Dílo je součástí stálé kolekce obrazárny Mauritshuis, jež spadá pod Národní muzeum v Haagu. Obraz, často zvaný Mona Lisa severu nebo Holandská Mona Lisa, patří mezi nejznámější z třiceti sedmi dochovaných Vermeerových maleb.

## Pozadí vzniku díla
Portrét je podepsán „IVMeer“, ale nikoli datován. Není známo, zdali byl vytvořen na zakázku, případně kdo měl být zadavatelem. S velkou mírou pravděpodobností se však nejedná o předem objednané dílo. Totožnost vyobrazené dívky je neznámá (uvažuje se o malířově dceři Marii), není však důležitá, neboť jde o tzv. tronie; tento termín pocházející ze zlatého věku nizozemského malířství označuje portrétu blízkou charakterovou studii, na níž jsou často vyobrazeny anonymní osoby se zajímavou fyziognomií nebo oděvem.

## Popis
Malba zachycuje dívku s obličejem obráceným k divákovi; vypadá, jako kdyby se otočila za zvukem známého hlasu. Její silueta vystupuje z tmavého pozadí, s nímž kontrastují barvy oděvu dívky – světlá hněď pláště, běl límce a modř a žluť turbanu, jenž kryje dívčinu hlavu. V uchu má dívka zavěšený kroužek s velkou perlou ve tvaru kapky. Turban je exotickým prvkem, podobné pokrývky hlavy západního původu (chaperony) však byly v Evropě populární již v 15. století (viz např. Muž v červeném turbanu Jana van Eycka); tento mohl být součástí tureckého oděvu, uvedeného v soupise malířovy pozůstalosti.
V roce 1994 se uskutečnila poslední restaurace obrazu. Při ní došlo k vyššímu rozlišení jemného barevného schématu a prohloubení intimity upřeného pohledu dívky vůči divákovi.
Během restaurování bylo rovněž odhaleno, že temný podklad, již mírně skvrnitý, byl autorem původně zamýšlen jako sytě zelený, podobný emailu. Tento výsledek byl dosažen nanesením tenké průsvitné lazury na černé spodní vrstvy. Nicméně dva organické pigmenty lazury, indigo a luteolin z rýtu barvířského, postupně vybledly.

## Držení

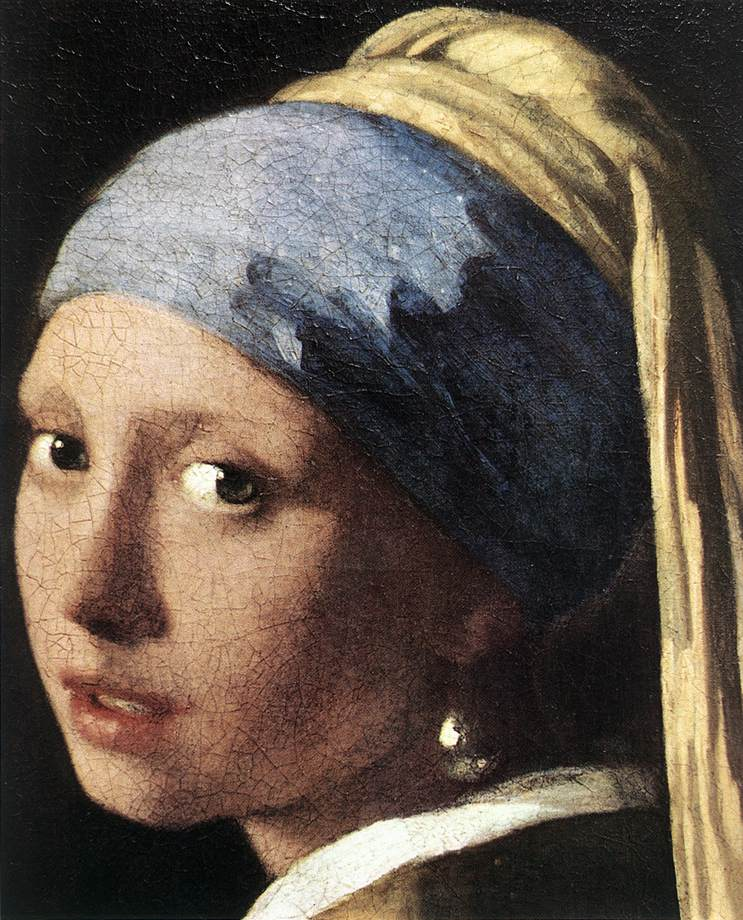
Detail obrazu

Na radu právníka a politika Victora de Stuerse, který dlouhodobě usiloval o zabránění prodeje Vermeerova díla do zahraničí, odkoupil tento obraz roku 1881 Arnoldus Andries des Tombe v haagské aukci. Cena činila pouhé dva guldeny a třicet centů. Protože des Tombe neměl žádné dědice, daroval v roce 1902 portrét i s dalšími malbami obrazárně Mauritshuis.
Roku 1937 pak sběratel Andrew W. Mellon věnoval velmi podobný obraz Smiling Girl (Smějící se dívka), v dané době také považovaný za Vermeerovo dílo, Národní galerii umění ve Washingtonu, D.C. Ten je však v současnosti všeobecně považován za padělek; tuto skutečnost uvedl expert na Vermeerovo dílo a kurátor barokních obrazů Národní galerie umění Arthur Wheelock ve své práci z roku 1995. Smějící se dívku měli – jako řadu dalších Vermeerových obrazů – ve 20. století vytvořit falzifikátoři Han van Meegeren s přítelem Theem van Wijngaardenem.

## Odraz v kultuře
Americká autorka historických románů Tracy Chevalierová napsala stejnojmennou knihu Girl with a Pearl Earring (Dívka s perlovou naušnicí, 1999), která fiktivně domýšlí okolnosti vzniku obrazu. V knize se Jan Vermeer sblíží s fiktivní postavou služebné Griet (charakterově vycházející z Georgie Kendallové, autorčiny blízké přítelkyně), která malíři pomáhá jako asistentka a sedí mu modelem, zatímco si nasazuje perlové náušnice jeho ženy.
Podle románové předlohy bylo natočeno romantické filmové drama Dívka s perlou (Girl with a Pearl Earring, 2003) a o pět let později vznikla i stejnojmenná divadelní dramatizace (Girl with a Pearl Earring, 2008). Hlavní postavu Griet, dívky s perlovou náušnicí, na plátně ztvárnila Scarlett Johanssonová, která byla za svůj výkon nominována na Zlatý glóbus za nejlepší ženský herecký výkon a Cenu BAFTA za nejlepší ženský herecký výkon v hlavní roli. Film získal 3 nominace na Oscara.
Obraz je i ústředním tématem povídky „Případ s Vermeerem“ ze sbírky Dobře utajené housle (Praha 1966) českého herce a spisovatele Miroslava Horníčka. V ní autor popisuje svůj hluboký vztah k obrazu, v závěru pak šprým svého přítele, hudebníka a malíře Jiřího Šlitra, jenž v jeho nepřítomnosti v součinnosti s Horníčkovou ženou nahradil na čestném místě Horníčkova bytu pověšený obraz (resp. samozřejmě jeho reprodukci) věrnou kopií, na níž však místo tváře dívky byl vyveden Horníčkův portrét.